# شاهرخ شروانشاه
شاهرخ شروانشاه، آخرین شروانشاه بود که از سال ۱۵۳۵ تا ۱۵۳۸ میلادی در شروان تحت لوای صفویان حکومت کرد. پس از بی‌وفایی مداوم، پادشاه صفوی طهماسب اول (ح. ۱۵۲۴–۱۵۷۶) او را عزل کرد و سپس برادر خود القاس میرزا را به فرمانداری شیروان منصوب کرد. اعضای خاندان شروانشاه، از جمله برهان علی و پسرش ابوبکر میرزا، که از دولت عثمانی کمک گرفتند و بارها برای بازپس‌گیری شروان تلاش کردند. با این حال، هیچ یک از این تلاش‌ها موفقیت طولانی مدت نداشتند. عثمانی‌ها توانستند شیروان را برای مدت کوتاهی بین سال‌های ۱۵۷۸–۱۶۰۷ میلادی اشغال کنند، تا اینکه صفویان مجدداً آن را بازپس‌گرفتند.